# 伊戈尔·帕纳林
伊戈尔·尼古拉耶维奇·帕纳林（俄语：И́горь Никола́евич Пана́рин, 俄語發音：[ˈiɡərʲ nʲɪkɐˈlaɪvʲɪtɕ pɐˈnarʲɪn]；1958年10月30日—），俄羅斯藉大學教師及政治学家，在1998年預測美國將在2010年會分裂成六個部分而著名，然而他的預測沒有成真而受到批評。
帕纳林著有15本书及無數關於信息战，心理学和地缘政治学的文章，他亦有自己專屬的每週廣播節目。

## 生平
帕纳林畢業位於奧廖爾，隸屬於克格勃的高等軍事指揮學院電信部（今俄羅斯聯邦安全局衛隊學院）及列宁军事政治学院，並於1993年取得心理學博士學位，在1997年取得俄羅斯公共管理學院的政治學博士學位。
帕纳林在1976年進入克格勃，蘇聯解體後他改在联邦政府通信和信息局工作並晉升至上校階級。他的工作領域主要是封閉和開放信息流的戰略分析和整合，危機情況下的信息流管理，以及全球流程的情況建模，並曾為時任俄羅斯總統鲍里斯·叶利钦提供戰略預測。1999至2003年間，他替俄罗斯中央选举委员会工作，為分析部部長。他在2006至2007年間出任俄罗斯航天国家集团發言人一職。
自1989年起他便開始教學生涯，在莫斯科国立大学擔任教師，之後亦曾在莫斯科國立國際關係學院、俄羅斯公共管理學院和俄羅邦外交部外交學院授課。

## 美國分裂預測

帕纳林的美國分裂論並可能由六個國家接管

1998年，帕纳林根據關於美國社會和經濟的機密資訊，及联邦政府通信和信息局同事的協作分析下，預測美國會在2010年分裂成六個部分，並會因為經濟衰退，移民因素和道德墮落而陷入內戰。他預測金融和人口變化使美國發生一場政治危機，在這場危機中，較富裕的州份會拒付聯邦政府資金，實質上脫離聯邦自行獨立，導致社會動盪、內戰、國家分裂和外國勢力的干預。美國將會分裂成六個部份，並可能由不同國家接管，其中阿拉斯加會回歸到俄羅斯。2008年，他接受消息报訪問時更預測美元崩潰，理由是外債太多和金本位的放棄。
他在2008年接受華爾街日報訪問時說：
大約有45至55%機會成真...但如果我們理性地討論，這對俄羅斯並不是件好事。雖然俄羅斯在國際舞台上變得更強大，但因為依賴美元貿易而使經濟受創。
他的預測曾因2007年—2008年環球金融危機而一度受注目，但最終沒有因此而分裂而備受批評。
2011年10月，他反駁指佔領華爾街運動顯示了美國精英統治階層與平民的分裂，並說他的美國分裂論得到一些美國教授和分析家的支持。